# Peñaflor (Xile)
Peñaflor és una ciutat i comuna de la província de Talagante, a la regió metropolitana de Santiago, al centre de Xile. La ciutat es troba a 37.66 quilòmetres, en línia recta, i en direcció sud-oest del centre de la capital i, malgrat la seva proximitat a l'àrea metropolitana, no és considerada una de les comunes de la ciutat de Santiago. Junt amb les comunes de Talagante, Melipilla, El Monte, Isla de Maipo, Padre Hurtado, María Pinto, Curacaví, Alhué i San Pedro, forma part del Districte Electoral N ° 14 i pertany a la 7a circumscripció Senatorial (Santiago de Ponent). Peñaflor té diversos sectors, un dels més coneguts és Malloco, que és el punt d’entrada a la comuna des de Padre Hurtado.